# 広島県道344号大草三原線
広島県道344号大草三原線（ひろしまけんどう344ごう おおぐさみはらせん）は、広島県三原市を通る一般県道である。

## 概要
三原市大和町大草から三原市新倉1丁目に至る。

### 路線データ
- 起点：三原市大和町大草（広島県道343号下徳良本郷線交点）
- 終点：三原市新倉1丁目（定屋大橋北詰交差点、広島県道75号三原竹原線交点）
- 実延長：約17.0 km

## 歴史
- 1960年（昭和35年）10月10日 - 広島県告示第682号により広島県道230号大草三原線として認定される。
- 1972年（昭和47年）11月1日 - 都道府県道番号標識導入に伴う広島県の県道番号再編により現行の路線番号に変更される。
- 2005年（平成17年）3月22日 - 三原市と賀茂郡大和町、豊田郡本郷町、御調郡久井町が対等合併して改めて三原市が発足したことに伴い全線が三原市域のみを通る路線になり、併せて起点の地名表記が変更される（賀茂郡大和町大草→三原市大和町大草）。
- 2008年（平成20年）6月1日 - 三原市の区間（後述の路線延伸区間（国道2号重用区間および旧国道2号）を除く）における県道の管理権限が広島県から三原市へ移譲される。
- 2016年（平成28年）
  - 1月14日 - 広島県告示第15号により三原市における区間の路線延伸[1]。三原バイパスに並行する国道2号現道区間の管理が国土交通省中国地方整備局福山河川国道事務所から広島県東部建設事務所三原支所へ移管されることが決まったことに伴い、本路線の終点が三原市長谷3丁目（国道2号交点）から現在地に変更される[2][3]。
  - 4月1日 - 三原バイパスに並行する国道2号現道区間の管理が広島県東部建設事務所三原支所へ移管され、三原市新倉2丁目・新倉交差点 - 三原市新倉1丁目・定屋大橋北詰交差点が本路線の単独区間となる。

## 路線状況
三原市久井町山中野地内と、三原市長谷の山陽新幹線高架 - 国道2号の区間に狭隘区間がある。なお前者には2車線幅の迂回路があり、後者は1.5車線程度の幅がある。
三原市長谷4丁目にあるJR西日本山陽本線との踏切（小坂沖踏切）はいわゆるかまぼこ型踏切になっている。広島県道50号本郷久井線バイパス全通後の本路線の処遇は現在のところはっきりしていない。

### 重複区間
- 広島県道50号本郷久井線（三原市久井町土取 - 三原市高坂町真良）
- 広島県道155号三原本郷線（三原市小坂町） - 重用距離はわずか14 m。将来道路改良により解消される予定。
- 国道2号（三原市長谷3丁目 - 三原市新倉2丁目・新倉交差点）

### 道路施設

#### 橋梁
- 高坂大橋（三原市、広島県道50号本郷久井線重複区間内）

## 地理

### 通過する自治体
- 三原市

### 交差する道路
| 交差する道路                                   | 交差する場所         | 交差する場所              |
| ---------------------------------------------- | -------------------- | ------------------------- |
| 広島県道343号下徳良本郷線                      | 大和町大草           | 起点                      |
| 広島県道50号本郷久井線 / バイパス 重複区間起点 | 久井町土取           |                           |
| 広島県道50号本郷久井線 / 現道                  | 高坂町真良（しんら） |                           |
| 広島県道50号本郷久井線 重複区間終点            | 高坂町真良           |                           |
| 広島県道155号三原本郷線 重複区間起点           | 小坂町               |                           |
| 広島県道155号三原本郷線 重複区間終点           | 小坂町               |                           |
| 国道2号 重複区間起点                           | 長谷3丁目            |                           |
| 国道2号 重複区間終点                           | 新倉2丁目            | 新倉交差点                |
| 広島県道75号三原竹原線                         | 新倉1丁目            | 定屋大橋北詰交差点 / 終点 |

### 交差する鉄道
- 山陽新幹線
- 山陽本線

### 沿線
- 三河ダム
- 昇雲の滝
- 三原市高坂自然休養村
- 高坂郵便局
- 三原市立沼北小学校
- 佛通寺